# Some Girls
Some Girls este al 14-lea album de studio britanic, respectiv al 16-lea american al trupei The Rolling Stones, lansat în 1978. Considerat cel mai bun album al lor de după Exile on Main St., albumul a revitalizat cariera formației și i-a redefinit pe cei de la The Rolling Stones ca un grup important de rock and roll într-o perioadă dominată de punk rock și disco. A devenit de asemenea cel mai bine vândut album al trupei în Statele Unite cu peste șase milioane de copii vândute. Some Girls este clasat pe locul 269 în Lista celor mai bune 500 de albume ale tuturor timpurilor stabilită de revista Rolling Stone.

## Tracklist
1. "Miss You" (4:48)
2. "When the Whip Comes Down" (4:20)
3. "Imagination" (Norman Whitfield/Barrett Strong) (4:38)
4. "Some Girls" (4:36)
5. "Lies" (3:11)
6. "Far Away Eyes" (4:24)
7. "Respectable" (3:06)
8. "Before They Make Me Run" (3:25)
9. "Beast of Burden" (4:25)
10. "Shattered" (3:48)

- Toate cântecele au fost scrise și compuse de Mick Jagger și Keith Richards cu excepția celor notate.

## Single-uri
- "Miss You" (1978)
- "Beast of Burden" (1978)
- "Respectable" (1978)
- "Shattered" (1978)

## Componență
- Mick Jagger - solist vocal, voce de fundal, chitară electrică și pian
- Keith Richards - chitară electrică și acustică, voce de fundal, chitară bas și pian
- Charlie Watts - baterie
- Ronnie Wood - chitară elecrică și acustică, voce de fundal, chitară bas
- Bill Wyman - chitară bas și sintetizator

cu
- Sugar Blue - muzicuță
- Mel Collins - saxofon
- Simon Kirke - tobe conga
- Ian McLagan - orgă și pian electric
- Ian Stewart - pian